# It's Only Love (The Beatles)
It's Only Love is een nummer van de Britse popgroep The Beatles. Het nummer werd voornamelijk geschreven door John Lennon, maar staat zoals gebruikelijk op naam van Lennon-McCartney. Het nummer werd in 1965 in het Verenigd Koninkrijk uitgebracht op het album Help! en in de Verenigde Staten op de Amerikaanse versie van Rubber Soul. Het nummer is volgens Lennon een van zijn slechtste nummers.

## Achtergrond
Hoewel John Lennon zelf duidelijk niet tevreden was met het It's Only Love, voornamelijk vanwege de in zijn ogen slechte liedtekst, heeft het nummer in de ogen van sommige critici een sterke melodie. Ook McCartney heeft toegegeven dat It's Only Love geen geweldige liedtekst heeft, maar dit kon hem veel minder schelen, omdat het "slechts een rock-'n-roll-nummer is en geen literatuur".

## Opnamen
It's Only Love werd opgenomen op 15 juni 1965 in de Abbey Road Studios in Londen. Die dag namen The Beatles het voornamelijk akoestische nummer in zes takes op. Slechts vier van deze takes duurden van het begin tot het eind. Aan de zesde take werden vervolgens Lennons zang en gitaarspel door George Harrison toegevoegd.

## Release
Platenmaatschappij Capitol had de gewoonte nummers van The Beatles achter te houden, waardoor It's Only Love in de Verenigde Staten later werd uitgebracht dan in het Verenigd Koninkrijk. In het Verenigd Koninkrijk verscheen het nummer op 6 augustus 1965 op Help!, terwijl het nummer in de Verenigde Staten pas op 6 december op de Amerikaanse versie van Rubber Soul werd uitgebracht.
In 1996 werden takes 2 en 3 van het nummer uitgebracht op het verzamelalbum Anthology 2.

## Credits
- John Lennon – zang, akoestische gitaar, elektrische piano
- Paul McCartney – basgitaar
- George Harrison – leadgitaar, 12-snarige akoestische gitaar
- Ringo Starr – drums, tamboerijn